# 九州アニメーション
九州アニメーション株式会社（きゅうしゅうアニメーション、英: Kyushu Animation Inc.）は、アニメーションを主とする映像の企画・制作を主な事業内容とする日本の企業。

## 作品実績
2010年
- TVシリーズ ケロロ軍曹 (作画監督/原画/動画)
- みつどもえ (作画監督/原画/版権イラスト/ラジオ主題歌CD用ジャケット)
- イナズマイレブン (原画/動画/第2原画)
- 映画 ハートキャッチプリキュア! 花の都でファッションショー…ですか!? (原画 他)

2011年
- トリコ (絵コンテ/作画監督/原画)
- イナズマイレブンGO (第1原画)
- WORKING!! (第1原画)
- ギルティクラウン (動画)
- 僕は友達が少ない (動画)
- プリティーリズム・オーロラドリーム (絵コンテ/作画監督/原画/第2原画)
- うさぎドロップ (動画)
- 神様ドォルズ (動画)
- STEINS;GATE (原画/動画)
- ダンボール戦機 (原画/動画)
- BLEACH
- いつか天魔の黒ウサギ (第2原画  他)
- ゆるめいつ は? (OPアニメーション原画)

2012年
- トリコ (絵コンテ/作画監督/原画)
- ソードアート・オンライン (原画)
- イクシオンサーガDT (原画)
- ガールズ&パンツァー (原画)
- 超速変形ジャイロゼッター (第1原画)
- ねらわれた学園 (第2原画/動画)
- クッキンアイドル アイ!マイ!まいん! (第1原画)
- マギ (原画/第1原画)
- 探検ドリランド (原画)
- ジョジョの奇妙な冒険 (原画)
- PSYCHO-PASS サイコパス (第1原画)
- 好きっていいなよ。 (原画/第1原画)
- 絶園のテンペスト (原画)
- アクセル・ワールド (原画)
- 織田信奈の野望 (原画)
- おおかみこどもの雨と雪 (動画)
- To LOVEる -とらぶる- ダークネス (第1原画)
- トータル・イクリプス (原画)
- 魔法少女リリカルなのは The MOVIE 2nd A's (第2原画/動画)
- この中に1人、妹がいる! (第1原画/第2原画)
- カンピオーネ! 〜まつろわぬ神々と神殺しの魔王〜 (作画監督/原画)
- ダンボール戦機W (原画)
- さんかれあ (原画)
- 咲-Saki-阿知賀編 episode of side-A (原画)
- 輪廻のラグランジェ (第1原画/第2原画)
- 恋と選挙とチョコレート (第2原画)
- 劇場版ポケットモンスター ベストウイッシュ キュレムVS聖剣士 ケルディオ (動画)
- ポケットモンスター ベストウイッシュ (動画)
- 未来日記 (OP原画/作画監督/原画/衣装設定協力)
- 宇宙戦艦ヤマト2199 (動画)
- パパのいうことを聞きなさい! (第1原画/原画)
- HUNTER×HUNTER (原画/第2原画/動画)
- ストライクウィッチーズ劇場版 (背景)
- ハイスクールD×D (原画)
- しろくまカフェ (原画)
- 侵略!?イカ娘 (原画/第2原画/動画)
- ギルティクラウン (第2原画/動画)
- LASTEXILE-銀翼のファム- (原画)
- セイクリッドセブン 銀月の翼 (第2原画)
- ちはやふる (原画)
- SKET DANCE (原画)
- よんでますよアザゼルさん OAD (原画)
- ASURA'S WRATH (絵コンテ/動画)

## 関連人物
- 須貝克俊
- 川元まりこ
- 本田敬一